# Owen McCourt
Owen »Bud« McCourt, kanadski hokejist, * 1885, † 7. marec 1907, Cornwall, Ontario, Kanada.
McCourt je igral na položaju napadalca za FAHL moštvo Cornwall Hockey Club. Pomemben je, ker je postal drugi dokumentirani hokejist v zgodovini, ki je umrl zaradi poškodb, zadanih na ledu. Med tekmo proti moštvu Ottawa Victorias je namreč prejel številne udarce s palico v glavo.

## Igralska kariera
McCourt je celotno kariero igral za moštvo Cornwall Hockey Club v ligi Federal Amateur Hockey League, razen dveh tekem v letu 1907 za ECAHA moštvo Montreal Shamrocks. V svojih zadnjih dveh sezonah je blestel, saj je bil vodilni igralec Cornwalla s 5 zadetki v sezoni 1905/06, v sezoni 1906/07, svoji zadnji, pa je postal celo vodilni strelec lige s 16 zadetki na 8 tekmah, od tega je bil 22. februarja proti Morrisburgu uspešen 7-krat.
Skupno je na 26 članskih amaterskih tekmah zabil 23 golov.

## Smrt
6. marca 1907 je McCourt igral za Cornwall Hockey Club proti moštvu Ottawa Victorias. Tekma je bila ponovitev tekme 15. februarja 1907, za katero so pozneje v moštvu Ottawa Victorias vložili pritožbo, ker je za Cornwall zaigral tudi McCourt in še eden od njegovih soigralcev, kar je bilo sporno, ker sta poprej igrala za moštvo Montreal Shamrocks. Na ponovitvi tekme je McCourt smel igrati, ker so za to poskrbeli v njegovem klubu do začetka tekme. Na začetku drugega polčasa so se igralci zapletli v pretep, v katerem jo je po glavi skupil prav McCourt. Nezavestnega so ga odpeljali z ledu in umrl je naslednje jutro.

### Posledice
V dogodke tistega dne je posegla tudi policijska in sodna preiskava, ki je dosegla naslednjo razsodbo:
Owen McCourt je umrl zaradi udarca hokejske palice Charlesa Massona med tekmo na drsališču Victoria v mestu Cornwall, dne 6. marca 1907. Porota je mnenja, da čeprav ni dokazov o bolezenskem stanju pred napadom, ni bilo opravičila za udarec, kot npr. osebna provokacija, s strani obtoženega Charlesa Massona. Po poslušanju sojenja in videnju dokazov vaša porota nadalje predlaga, da naj zakonodaja uzakoni ukrepe v primerih, ko so lahko igralci ali obiskovalci, ki opogumljajo ali izvajajo grobo igro, hudo poškodovani. 
Vir:
Na drugem znanem sojenju zaradi povzročitve incidenta med hokejsko tekmo (po sojenju Allanu Loneyju iz leta 1905) so Massona 10. aprila 1907 obsodili zaradi uboja. Obtožbo so v teku preiskave znižali iz umora na uboj zaradi nasprotovanja kraljevega tožilca. Nekatere priče so nato pričale, da je McCourta še pred Massonom udaril drugi, neznani, igralec, tako da so Massona naposled oprostili.
Po incidentu je Cornwall izstopil iz lige, moštvo Ottawa Victorias pa je bilo po izstopu moštev Cornwalla in Montreal Montagnards razglašeno za prvaka. Ottawa Victoriasi so ironično izzvali Stanleyjev pokal, kar so skrbniki Stanleyjevega pokala tudi odobrili, in izziv med prihodnjo sezono odigrali proti branilcem pokala, moštvu Montreal Wanderers. Odigrali so dve tekmi in obe izgubili z izidoma 3-9 in 1-13.
Tekmo, na kateri je McCourt umrl, je sodil Emmett Quinn, ki je kasneje postal predsednik lige National Hockey Association (NHA).